# 邻基参与效应
邻基参与效应，有机化学概念之一，指的是相邻基团含有的σ键、π键电子或孤对电子与反应中心发生作用，使反应的某些性质发生改变的现象。邻基参与效应的典型现象为：反应速率加快（邻助效应），产物具有异常的立体化学特征（如亲核取代反应中的构型保持），反应涉及环状过渡态或中间体，反应中发生重排，等等。
一般指邻基参与效应，指的是杂原子孤对电子对SN2反应的协助及桥环化合物和π体系对碳正离子的稳定作用。其实这个效应的范围很广，比如狄尔斯-阿尔德反应中连有不饱和基团的亲双烯体与双烯体之间的次级轨道作用，使得内型加成物成为动力学控制产物的现象，就是邻基参与效应的一个例子。邻基参与反应的历程主要有三类 ,即n—参与历程、π—参与历程和σ—参与历程 ;分为二步 :( 1)反应物的邻基从反面进攻α—碳原子 ,形成中间体 ,构型转化一次 ,为分子内的SN2反应 ;( 2 )外部的亲核试剂Nu—从邻基的反面进攻中间体 ,构型又转化一次 ,再发生一次分子内SN2反应 ,其结果是 :该类反应总的来说属于SN1反应历程 ,产物的构型保持不变。

## 杂原子
亲核取代反应中，硫、氧、氮、溴等杂原子由于带有孤对电子，可以作为分子内亲核试剂向反应中心的碳进攻，形成环状正离子中间体，帮助离去基团离去。然后真正的亲核试剂进攻这个中间体，杂原子离去，形成产物。由于亲核试剂可以进攻任何一个碳原子，故产物通常是取代产物和重排产物的混合物。另外，由于反应机構發生改变，因此产物的立体化学特征也常会发生改变。比如，1-对甲苯磺酰氧基-2-乙酰氧基环己烷在乙酸中溶剂解时，由于羰基氧可以作为内部亲核试剂，进攻-OTs并形成五元二氧中间体，故无论是顺式反应物还是反式反应物，在反应后都得到反-1,2-双(乙酰氧基)环己烷。
与其他邻基参与效应一样，杂原子进攻后，三元环和五元环的环状中间体最容易生成，因此较为常见。其他环系（如四元环、六元环）较不易生成。环的形成加快了反应速率，因此反应速率加快是这一类邻基参与效应的典型特征。当外部亲核试剂亲核性较强，亲核取代倾向于SN2机理时，可以通过降低亲核试剂的浓度，以及加强离去基团的离去能力，将反应向SN1反应转化，从而促使邻基参与效应发生。

## 烯烃
烯烃的π键也可以对反应中的中间体碳正离子发生稳定作用，一个典型的例子是下面的桥环化合物（左）。它可以在乙酸中发生溶剂解，生成构型保持的产物，但与类似但不含双键的桥环化合物（右）相比，其反应速率比后者要快1011倍。
反应的中间体是下面的碳正离子，其中的正电荷可以离域到三个原子上，因此具有不寻常的稳定性。从分子轨道方面来看，可以认为是双键充满电子的HOMO与C-O键空的{\displaystyle {\rm {\sigma ^{*}}}}轨道（LUMO）方向合适，因此很容易发生作用。
反应物中增加两个碳原子后，烯烃的π键仍然对亲核取代反应速率具有加快作用（-Bs指对溴苯磺酰基）。由于碳正离子与烯烃在空间上相近，分子轨道空间位置也较为合适，故两者很容易发生作用，上面的解释对此反应仍然适用。
烯丙型或苯甲型卤化物在发生双分子亲核取代反应时，亲核试剂从相反方向进攻，sp2杂化的过渡态可以和烯烃的π键发生重叠，从而使这两类卤化物比相应的饱和化合物更容易发生双分子亲核取代反应。
|  |  |

## 环丙烷
用氯甲基环丙烷与乙醇和水作用时，可以得到48%的羟甲基环丙烷、47%的环丁醇及5%的高烯丙基醇。这是由于环丙烷基甲基碳正离子受到环丙烷的邻基参与效应，正电荷离域到多个原子上去，存在类似于烯烃邻基参与效应的共振式，使得反应产物变为混合物。

## 芳香环
苯基也可稳定碳正离子。下面的反应中，反应物对甲苯磺酸酯在乙酸中发生溶剂解，由于形成了螺三元环中间体，使得正电荷离域到三个位置，较为稳定。接着乙酸分子可以进攻两个环碳中的任意一个，生成两个syn-对映体的混合物。如果这个反应的反应物是光学纯的anti-异构体（指甲基），反应时三元环中间体具有对称轴，故进攻两个环碳得到的产物是等同的，得到光学纯的anti-产物。